# Збірна Анголи з футболу
Збірна Анголи з футболу — представляє Анголу на міжнародних футбольних турнірах і матчах. Контролюється Федерацією футболу Анголи.

## Загальна характеристика
Ангольська футбольна збірна належить до міцних африканських команд середнього рівня. Ангола в 2000-их роках відзначилася деякими футбольними досягненнями. У 2001 році ця збірна виграла Кубок Африки у віковій категорії U-20 . Також досягненням можна вважати вихід на ЧС-2006. Тривалий час розвитку футболу в країні заважала затяжна громадянська війна. Перші успіхи (потрапляння на Кубки африканських націй) прийшли тільки у відносно спокійні 1990-і роки. Оскільки Ангола є великим африканським експортером нафти, то це дало можливість державі розвивати футбол і відповідну інфраструктуру, результатом чого стало проведення Кубка Африканських націй в 2010 році. Також вплинув і зв'язок ангольського футболу з португальським - деякі гравці грали в португальському чемпіонаті .
Стадіон збірної - «Ештадіу да Сідадела».

## Кубок світу
На головний футбольний турнір планети збірна Анголи намагалася потрапити через відбірну кампанію до ЧС-1986. У відборах до Мундіалю 1998 і 2002 років команда з центральної Африки займала другі місця у фінальних відбіркових групах зони КАФ. Так, в 1997 році Ангола відстала у своїй відбірковій групі від збірної Камеруну всього на 4 очки. Через 4 роки збірна знову не змогла пройти Камерун. Але в кампанії до ЧС-2006 в Німеччині, в своїй групі Ангола випередила традиційних африканських грандів - збірну Нігерії - за рахунок кращого результату особистих зустрічей при загальній рівності очок (по 21). Вихід на першість світу «чорних антилоп» футбольна преса визнала сенсацією, також як і потрапляння на мундіаль іншій африканській збірній - тоголезької. На самому турнірі збірна Луїша Гонсалвіш не відзначились, але зуміла уникнути провалу. Жеребкування ЧС-2006 визначила «антилопам» в групі D наступних суперників: Португалію, Мексику і Іран. Колишньої метрополії ангольці програли, але з мінімальним рахунком 0: 1. Мексиканцям нічого не вдалося зробити з налагодженою обороною африканців і матч закінчився нульовою нічиєю. У матчі з Іраном відбулася історична для збірної подія: Флавіу забив перший м'яч Анголи на чемпіонатах світу. Закінчилася гра нічиєю 1:1. Таким чином, з групи збірна не вийшла, але зайняла в ній третє місце і уникла розгромних поразок.
До чемпіонатів світу 2010 і 2018 збірна не пройшла кваліфікацію.
- 1930–1982 — не брала участі
- 1986–2002 — не пройшла кваліфікацію
- 2006 — груповий турнір
- 2010 — не пройшла кваліфікацію
- 2018 — не пройшла кваліфікацію

## Кубок Африки
Виступи «Чорних Антилоп» на головному африканському змаганні можна оцінити як поступальний прогрес.

### КАН 1996
Збірна Анголи намагалася потрапити на континентальну першість, починаючи з кампанії 1982 року. Смуга невдач (команда або не проходила на турнір, або не брала участі в відборі) завершилася тільки в 1996 році, коли ангольцям вдалося пройти на Кубок Африки в ПАР. Перший виступ пройшло без особливих успіхів. У групі А ангольцям протистояли потужні збірні Єгипту та Камеруну, а також господарі. Підсумок - 2 поразки в матчах з Єгиптом і ПАР (1:2 та 0:1 відповідно) і одна «бойова» нічия з Камеруном - 3:3. Новачок КАН закономірно посів останнє місце в групі з одним очком. Головним бомбардиром команди став Кінжінью, який забив 2 м'ячі - по одному Камеруну і Єгипту.

### КАН 1998
На наступному для збірної Анголи Кубку Африки-1998 «Чорним антилопам» трохи більше пощастило з жеребом. Вони потрапили до квартету С зі збірними Кот-д'Івуару, ПАР і Намібії. Але, незважаючи на більш легку групу, успіху колектив знову не досяг. У матчах з ПАР і Намібією були зафіксовані нічиї, (0:0 та 3:3), івуарійцям ангольці поступилися з рахунком 2:5. Збірна посіла третє місце в групі з двома очками. Слід зазначити також, що зросла результативність команди. «Антилопи» відзначилися 5 м'ячами. Лідером за цим показником став Паулу Сілва (2 м'ячі).

### КАН 2006
Кубки Африканських Націй 2000, 2002 та 2004 років збірна Анголи пропустила, не зумівши пройти відбір. Але на КАН-2006 виступ збірної ознаменувалося першою перемогою. Вона була здобута в поєдинку зі збірною Того з рахунком 3:2. Дублем у цьому матчі відзначився висхідна зірка збірної Флавіу. Нульовою нічиєю закінчився матч проти збірної ДР Конго. Камеруну ангольці програли з рахунком 1:3 і це поразка коштувала команді місця в плей-офф. Єдиний гол забив Флавіу, він і став найкращим бомбардиром своєї команди (3 голи). За цю невдачу команду серйозно критикували на батьківщині. Однак слід врахувати, що збірна Анголи до того моменту вже відібрали на Чемпіонат світу з футболу - 2006, що стало найвищим успіхом ангольського футболу.

### КАН 2008
Наступним досягненням для даної збірної була участь в Кубку Африки в Гані. «Чорним антилопам» вперше підкорився груповий раунд змагання. Внічию були зведені гри зі збірними ПАР і Тунісу (1:1 та 0:0 відповідно), а ключовою стала перемога над Сенегалом з рахунком 3:1. Після першого тайму команда Луїша Гонсалвіш програвала, але в другому зуміла забити 3 м'ячі. Два м'ячі забив Манушу, що став нарівні з Флавіу стовпом атаки «антилоп». В ¼ фіналу Ангола поступилася майбутньому тріумфатору турніру - збірної Єгипту, з рахунком 1:2. Красивий гол забив Манушу на 26-й хвилині. Останній став головним голеадором збірної на цьому кубку з 4-ма голами. Також він став одним з найкращих бомбардирів турніру. Слід зазначити, що творцем історичного успіху збірної, так само як і виходу на ЧС, експерти вважають місцевого тренера Луїша Гонсалвіша.

### КАН 2010
В ¼ збірна також вийшла на домашньому КАН-2010. Матч відкриття турніру, в якому ангольці приймали збірну Малі, ознаменувався сенсаційною результатом. До 74-й хвилині Ангола вела 4-0, але за останні хвилини пропустила 4 м'ячі. Підсумок - супер результативна нічия. Дубль оформив Флавіу. Далі «антилопи» впевнено обіграли збірну Малаві - 2:0 і «розписали» нічию з Алжиром - 0:0. З 5-ма очками команда вийшла з першого місця в групі. Але ангольцям не пощастило з жеребом - і в цей раз вони зіткнулися з майбутнім учасником фіналу - збірною Гани. Мінімальна поразка з рахунком 0:1 завершила виступи команди. Більше всіх на турнірі цього разу в Анголи забив Флавіу - 3 м'ячі.
- 1957–1980 — не брала участі
- 1982 — не пройшла кваліфікацію
- 1984 — не пройшла кваліфікацію
- 1986 — не брала участі
- 1988–1992 — не пройшла кваліфікацію
- 1994 — не брала участі
- 1996 — груповий турнір
- 1998 — груповий турнір
- 2000–2004 — не пройшла кваліфікацію
- 2006 — груповий турнір
- 2008 — чвертьфінал
- 2010 — чвертьфінал
- 2012 — груповий турнір
- 2013 — груповий турнір
- 2015–2017 — не пройшла кваліфікацію
- 2019 — груповий турнір
- 2021 — не пройшла кваліфікацію
- 2023 — чвертьфінал

## Особливості тактичної підготовки команди
Ключову роль в становленні сучасної збірної Англії як команди експерти віддають тренеру Луїшу Гонсалвішу. Ось що, зокрема, писало про тактику збірної видання «Футбол-1960» :
«Його команда була однією з найкращих в Африці з точки зору організації і тактичної підкованості. Не маючи зірок світового рівня, тренер зробив ставку на колективні дії. Успіх забезпечив довіру з боку федерації, і що найголовніше, дав час на вдосконалення системи, результати були продемонстровані в Гані два роки тому ... При Гонсалвіші Ангола діяла переважно другим номером, швидко переходячи з оборони в атаку. Відмінне взаєморозуміння, швидкісні фланги робили цю збірну дуже небезпечною».

## Досягнення збірної
- Кубок КОСАФА (1999, 2001, 2004)

## Відомі гравці
- Фабріс Альсеб'ядеш Маєку Аква
- Манторраш
- Флавіу Амаду да Сілва
- Паулу Жозе Лопеш Фігейреду
- Манушу Гонсалвіш
- Руї Маркеш